# Casa Rectoral de Sarral
La Casa Rectoral de Sarral és un edifici del municipi de Sarral (Conca de Barberà) inclosa en l'Inventari del Patrimoni Arquitectònic de Catalunya.

## Descripció
Es tracta d'un edifici construït l'any 1964 sobre l'antiga casa rectoral derruïda juntament amb altres cases de la Plaça de l'Església pel derrocament de la torre campanar durant la darrera guerra civil. Construïda amb pedra irregular i ciment armat, destaquen les obertures en forma de balcó i finestra. A la façana hi ha incrustada mitja coberta jònica i una mènsula antropomòrfica, restes de l'antiga torre campanar. L'obra fou projectada per l'arquitecte sarralenc J. Puig Torner.

## Història
Després de la guerra civil, l'antiga casa rectoral restà en runes fins a l'any 1961. Un cop aprovat el projecte de Puig Torner, amb la prestació d'alguns feligresos, es començà l'obra de preparació del solar. L'obra fou executada pel mestre d'obres L. Savidó Rosselló. El 14 de març de 1965 fou inaugurada amb l'assistència de l'arquebisbe de Tarragona Benjamín de Arriba y Castro.